# Bohdan Masztaler
Bohdan Masztaler (* 19. září 1949, Ostróda) je bývalý polský fotbalista, záložník. Po skončení aktivní kariéry působil jako trenér.

## Fotbalová kariéra
Začínal v týmu Warmia Olsztyn.
V polské nejvyšší soutěži hrál za Gwardii Varšava, Odru Opole a ŁKS Łódź, nastoupil ve 190 ligových utkáních a dal 20 gólů. Dále hrál krátce ve druhé německé bundesliza za Werder Brémy, nastoupil ve 3 ligových utkáních. Od roku 1981 hrál v rakouské bundeslize za Wiener Sport-Club, nastoupil v 84 ligových utkáních a dal 3 góly. Kariéru zakončil v nižších rakouských soutěžích v týmech SC Zwettl, FC St. Veit a FC Waidhofen an der Ybbs. Ve Veletržním poháru nastoupil ve 4 utkáních a v Poháru UEFA nastoupil ve 3 utkáních. Za polskou reprezentaci nastoupil v letech 1970-1978 ve 22 utkáních a dal 2 góly. Byl členem polské reprezentace na Mistrovství světa ve fotbale 1978, nastoupil ve 4 utkáních.

## Ligová bilance
| Ročník                                    | Zápasy | Góly | Klub              |
| ----------------------------------------- | ------ | ---- | ----------------- |
| 2. polská liga 1966/1967                  | -      | -    | Warmia Olsztyn    |
| 1. polská liga 1967/1968                  | 12     | 1    | Gwardia Varšava   |
| 2. polská liga 1968/1969                  | -      | -    | Gwardia Varšava   |
| 1. polská liga 1969/1970                  | 24     | 2    | Gwardia Varšava   |
| 1. polská liga 1970/1971                  | 25     | 6    | Gwardia Varšava   |
| 1. polská liga 1971/1972                  | 14     | 1    | Gwardia Varšava   |
| 1. polská liga 1972/1973                  | 15     | 1    | Gwardia Varšava   |
| 1. polská liga 1973/1974                  | 25     | 7    | Gwardia Varšava   |
| 2. polská liga 1974/1975                  | -      | -    | Odra Opole        |
| 2. polská liga 1975/1976                  | -      | -    | Odra Opole        |
| 1. polská liga 1976/1977                  | 27     | 0    | Odra Opole        |
| 1. polská liga 1977/1978                  | 23     | 1    | ŁKS Łódź          |
| 1. polská liga 1978/1979                  | 25     | 1    | Gwardia Varšava   |
| 2. polská liga 1979/1980                  | -      | -    | Gwardia Varšava   |
| 2. německá fotbalová Bundesliga 1980/1981 | 3      | 0    | Werder Brémy      |
| Rakouská fotbalová Bundesliga 1981/1982   | 34     | 0    | Wiener Sport-Club |
| Rakouská fotbalová Bundesliga 1982/1983   | 28     | 1    | Wiener Sport-Club |
| Rakouská fotbalová Bundesliga 1983/1984   | 22     | 2    | Wiener Sport-Club |
| CELKEM 1. polská liga                     | 190    | 20   |                   |
| CELKEM Rakouská fotbalová Bundesliga      | 84     | 3    |                   |